# Playa Azul (Uruguay)
Playa Azul es una localidad balnearia uruguaya del departamento de Colonia.

## Ubicación
El balneario se encuentra situado en la zona sureste del departamento de Colonia, sobre las costas del Río de la Plata, y al oeste de la ruta 51. Limita al oeste con el balneario Britópolis y al este con el balneario Playa Parant.

## Población
Según el censo del año 2011 el balneario contaba con una población permanente de 25 habitantes, número que se ve incrementado en los meses de verano debido al turismo.
| 13            | 6 | 0 | 16 | 18 | 25 |
| (Fuente: INE) |   |   |    |    |    |